# Форносово
Форносово (рус. Форносово; фин. Vornasuo) насељено је место са административним статусом варошице (рус. посёлок городского типа) на северозападу европског дела Руске Федерације. Налази се у централном делу Лењинградске области и административно припада Тосњенском рејону.
Према проценама националне статистичке службе за 2015. у вароши је живело 6.443 становника.
Статус насеља урбаног типа, односно варошице носи од 1949. године.

## Географија
Форносово се налази на северозападу Тосњенског рејона, у ивичним деловима Приневске низије, на 24 километра северозападно од рјонског центра Тосна, односно на око 50 километара јужније од историјског центра Санкт Петербурга. Кроз варош протиче речица Ханоја.
У насељу се налази железничка станица Новолисино код које се налази раскрсница железничких праваца Павловск—Велики Новгород и Мга—Ивангород, кроз насеље пролази и локални друмски правац 41К-176 (Павловски друм).

## Историја
Насељено место Форносово основано је 1948. године као радничко насеље за запослене на оближњим налазиштима тресета и у фабрици за екстракцију истог. Насеље је добило име по Форносовској мочвари где се налазе знатне наслаге тресета, а која се налази на југозападу савременог насеља.
Да би се убрзао привредни развој насеља, Форносово је већ годину дана по оснивању административно уређено као урбано насеље у рангу варошице. Привредни значај налазишта тресета се готово потпуни изгубио крајем прошлог века пошто је екстракција и кориштење тресета као погонског горива постало нерентабилно.
У насељу данас постоје два казнено-поправна центра где своје казне одслужују оптужени за тежа кривична дела: затвори УС 20/3 и УС 20/4.

## Демографија
Према подацима са пописа становништва 2010. у вароши је живело 6.409 становника, док је према проценама националне статистичке службе за 2015. варошица имала 6.443 становника.
| 1939. | 1959. | 1970. | 1979. | 1989. | 2002. | 2010. | 2015. |
| ----- | ----- | ----- | ----- | ----- | ----- | ----- | ----- |
| ---   | 2,579 | 2,338 | 2,366 | 2,774 | 4,866 | 6,409 | 6,443 |